# Сампсън (окръг, Северна Каролина)
Окръг Сампсън (на английски: Sampson County) е окръг в щата Северна Каролина, Съединени американски щати. Площта му е 2453 km², а населението – 63 124 души (2016). Административен център е град Клинтън.